# Gianluca Gaudino
Gianluca Gaudino (Hanau, Alemania, 11 de noviembre de 1996) es un futbolista alemán que juega como centrocampista en el Alemannia Aachen de la 3. Liga.
Es hijo del exjugador de la selección de Alemania, Maurizio Gaudino.

## Trayectoria

### Bayern Múnich
Fue ascendido por Pep Guardiola al primer equipo para la temporada 2014-15 y realizó la pretemporada con el conjunto bávaro.
El 27 de julio de 2014 ganó la Telekom Cup, el primer título, pero amistoso, de la temporada, ante el Wolfsburgo.
Debutó como profesional el 13 de agosto en la Supercopa de Alemania, ante Borussia Dortmund, jugó todo el encuentro como titular pero perdieron 2 a 0.
Ingresó en los últimos minutos del encuentro para pasar la primera ronda de la Copa de Alemania ante Preußen Münster, ganaron 4 a 1.
Su debut en la máxima categoría, lo realizó el 22 de agosto al enfrentar a Wolfsburgo en la primera fecha de la Bundesliga, ganaron 2 a 1. Se convirtió en el cuarto jugador más joven de la historia del club bávaro en debutar en el torneo local.
A finales de octubre, fue nominado al Premio Golden Boy de 2014, junto a su compañero de equipo Pierre Højbjerg. Finalmente, el premio fue entregado a Raheem Sterling mientras militaba en el Liverpool de Inglaterra.

## Selección nacional
Ha sido internacional con la selección de Alemania en la categoría sub-19 y sub-20.
Disputó de la ronda de clasificación al Campeonato Europeo de la UEFA Sub-19 2015, pero luego no fue considerado para jugar las siguientes instancias.

### Participaciones en juveniles
| Competición                               | Sede   | Resultado  | Partidos | Goles |
| ----------------------------------------- | ------ | ---------- | -------- | ----- |
| Campeonato Europeo de la UEFA Sub-19 2015 | Grecia | Fase final | 2        | 0     |

## Estadísticas
Actualizado al 17 de mayo de 2024.
| Bayern de Múnich · Alemania                                                      | 1.ª           | 2014-15       | 8   | 0 | 2  | 0 | 1  | 0 | 11  | 0 |
| Bayern de Múnich · Alemania                                                      | Total club    | Total club    | 8   | 0 | 2  | 0 | 1  | 0 | 11  | 0 |
| F. C. St. Gallen Suiza                                                           | 1.ª           | 2015-16       | 15  | 0 | 0  | 0 | —  | — | 15  | 0 |
| F. C. St. Gallen Suiza                                                           | 1.ª           | 2016-17       | 18  | 0 | 2  | 0 | —  | — | 20  | 0 |
| F. C. St. Gallen Suiza                                                           | Total club    | Total club    | 33  | 0 | 2  | 0 | 0  | 0 | 35  | 0 |
| A. C. ChievoVerona · Italia                                                      | 1.ª           | 2017-18       | 2   | 0 | 1  | 0 | —  | — | 3   | 0 |
| A. C. ChievoVerona · Italia                                                      | Total club    | Total club    | 2   | 0 | 1  | 0 | 0  | 0 | 3   | 0 |
| B. S. C. Young Boys Suiza                                                        | 1.ª           | 2018-19       | 11  | 1 | 0  | 0 | —  | — | 11  | 1 |
| B. S. C. Young Boys Suiza                                                        | 1.ª           | 2019-20       | 25  | 4 | 6  | 0 | 3  | 0 | 34  | 4 |
| B. S. C. Young Boys Suiza                                                        | 1.ª           | 2020-21       | 24  | 0 | 0  | 0 | 10 | 1 | 34  | 1 |
| B. S. C. Young Boys Suiza                                                        | Total club    | Total club    | 60  | 5 | 6  | 0 | 13 | 1 | 79  | 6 |
| S. V. Sandhausen · Alemania                                                      | 2.ª           | 2021-22       | 6   | 0 | 1  | 0 | —  | — | 7   | 0 |
| S. V. Sandhausen · Alemania                                                      | Total club    | Total club    | 6   | 0 | 1  | 0 | 0  | 0 | 7   | 0 |
| S. C. Rheindorf Altach · Austria                                                 | 1.ª           | 2021-22       | 14  | 0 | —  | — | —  | — | 14  | 0 |
| S. C. Rheindorf Altach · Austria                                                 | Total club    | Total club    | 14  | 0 | 0  | 0 | 0  | 0 | 14  | 0 |
| F. C. Lausana-Sport Suiza                                                        | 2.ª           | 2022-23       | 25  | 2 | 3  | 0 | —  | — | 28  | 2 |
| F. C. Lausana-Sport Suiza                                                        | Total club    | Total club    | 25  | 2 | 3  | 0 | 0  | 0 | 28  | 2 |
| SV Stripfing · Austria                                                           | 2.ª           | 2023-24       | 3   | 0 | —  | — | —  | — | 3   | 0 |
| SV Stripfing · Austria                                                           | Total club    | Total club    | 3   | 0 | 0  | 0 | 0  | 0 | 3   | 0 |
| Alemannia Aachen · Alemania                                                      | 3.ª           | 2024-25       | 0   | 0 | 0  | 0 | —  | — | 0   | 0 |
| Alemannia Aachen · Alemania                                                      | Total club    | Total club    | 0   | 0 | 0  | 0 | 0  | 0 | 0   | 0 |
| Total carrera                                                                    | Total carrera | Total carrera | 151 | 7 | 15 | 0 | 14 | 1 | 180 | 8 |
| (1)Incluye datos de la Supercopa de Alemania (2014) y la Copa de Alemania (2014) |               |               |     |   |    |   |    |   |     |   |

## Palmarés

### Títulos nacionales
| Título             | Club                | País     | Año  |
| ------------------ | ------------------- | -------- | ---- |
| Bundesliga         | Bayern de Múnich    | Alemania | 2015 |
| Bundesliga         | Bayern de Múnich    | Alemania | 2016 |
| Superliga de Suiza | B. S. C. Young Boys | Suiza    | 2019 |
| Superliga de Suiza | B. S. C. Young Boys | Suiza    | 2020 |
| Copa de Suiza      | B. S. C. Young Boys | Suiza    | 2020 |
| Superliga de Suiza | B. S. C. Young Boys | Suiza    | 2021 |

### Distinciones individuales
| Distinción                                                                | Año  |
| ------------------------------------------------------------------------- | ---- |
| Parte de los 50 mejores futbolistas sub-18 del mundo según medio Goal.com | 2014 |